# Zygolophodon
Zygolophodon (лат.) (зиголофодон) — вымерший род хоботных из семейства мастодонтов, обитавших в миоцене. Ископаемые остатки найдены в Африке, Евразии и Северной Америке. Род, возможно, происходит от Tetralophodon.
Во время сбора окаменелостей в формации Кларно (Национальный памятник окаменелостей Джон-Дэй) штата Орегон в 1941 году палеоботаниками Алонзо В. Ханкок (англ. Alonzo W. Hancock) и Честером А. Арнольдом (англ. Chester A. Arnold) найден и восстановлен наиболее полный череп зиголофодона, известный на то время.

## Описание
Как и у других мастодонтов, у моляров зигодонтная морфология. Нижняя челюсть вытянута, на ней расположены бивни/резцы. На верхних бивнях есть эмалевые полоски, бивни раскручены и загнуты вниз, раходятся друг от друга во внешние стороны. На челюстях сохранены постоянные премоляры.

## Палеоэкология
Предполагается, что Zygolophodon питался в основном листьями, мягкими побегами или плодами древесных растений.

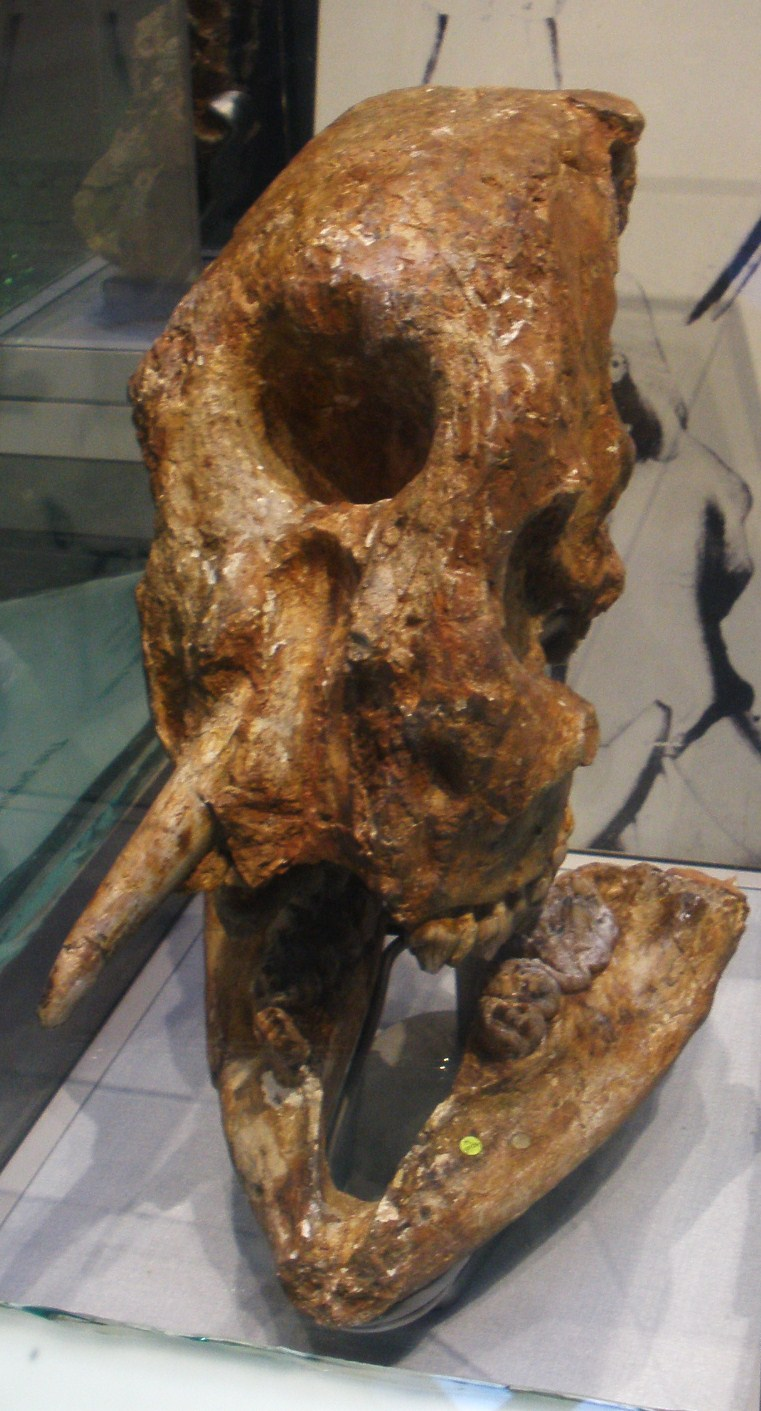
Череп
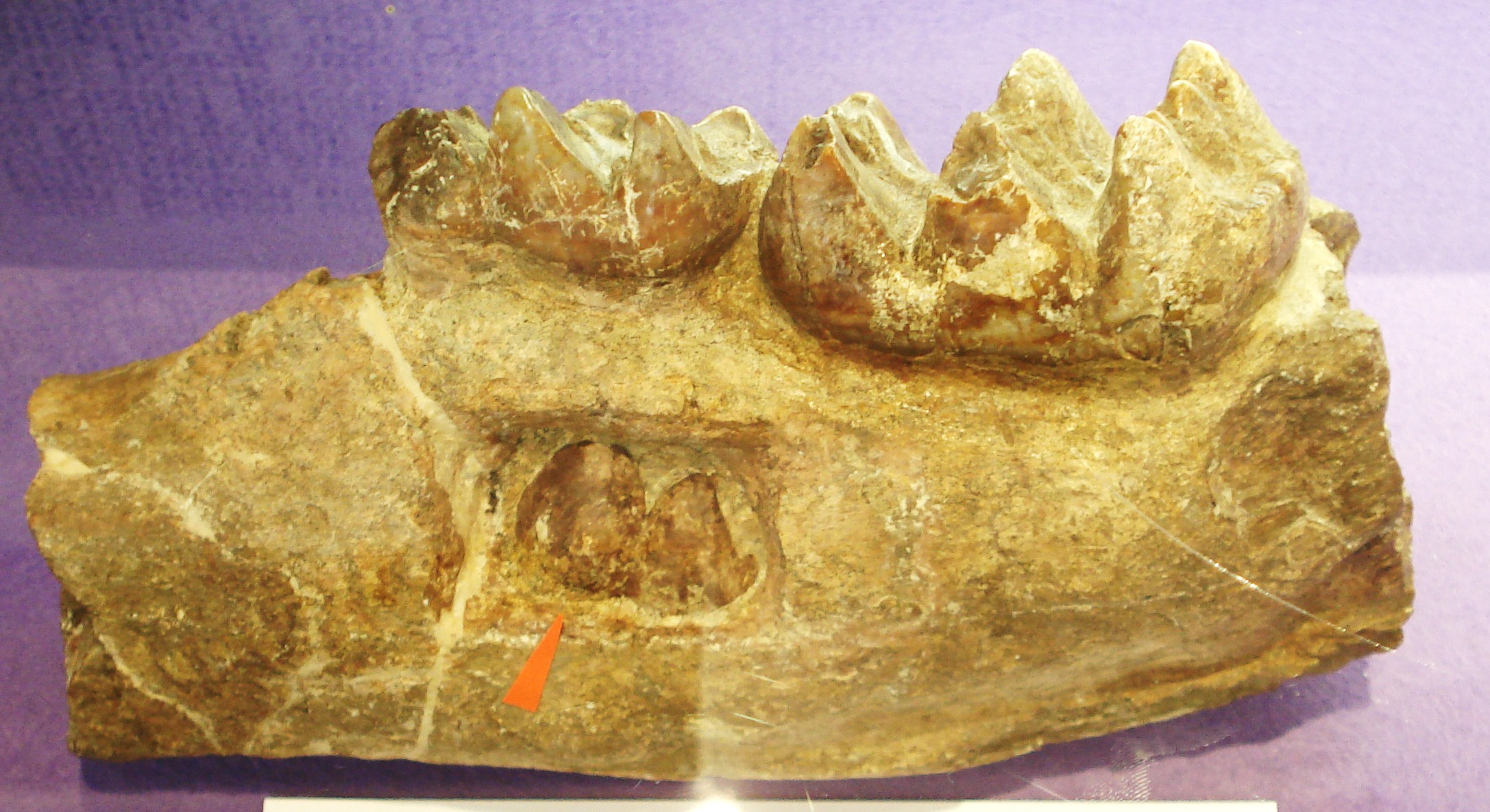
Челюсть
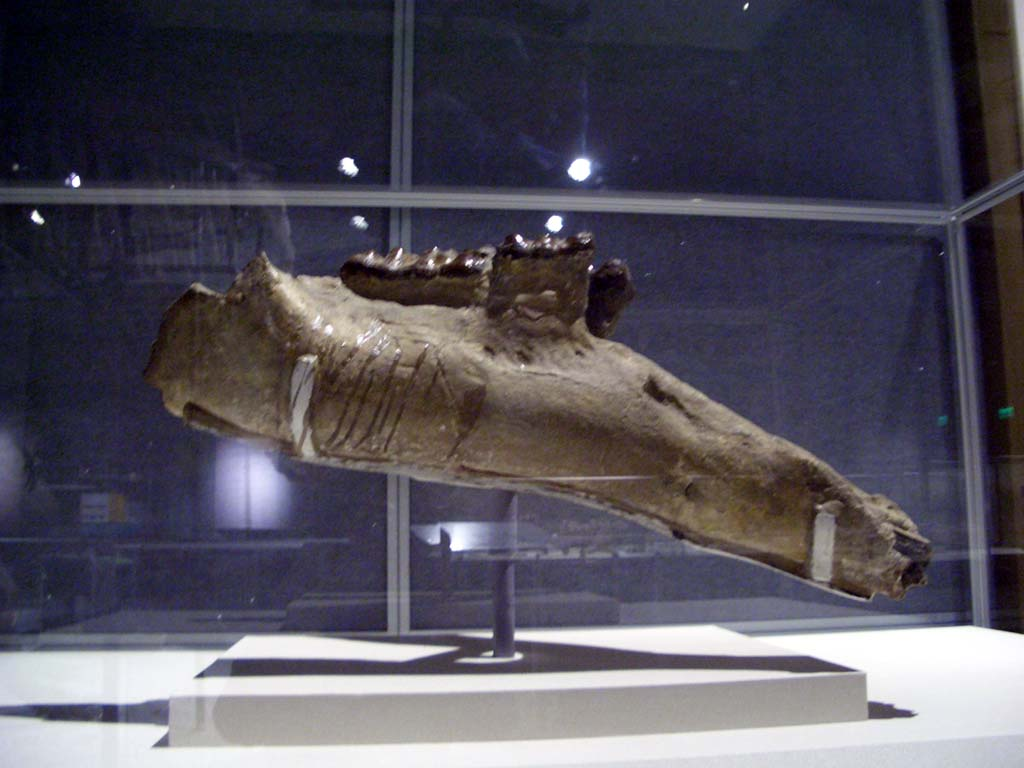
Челюсть
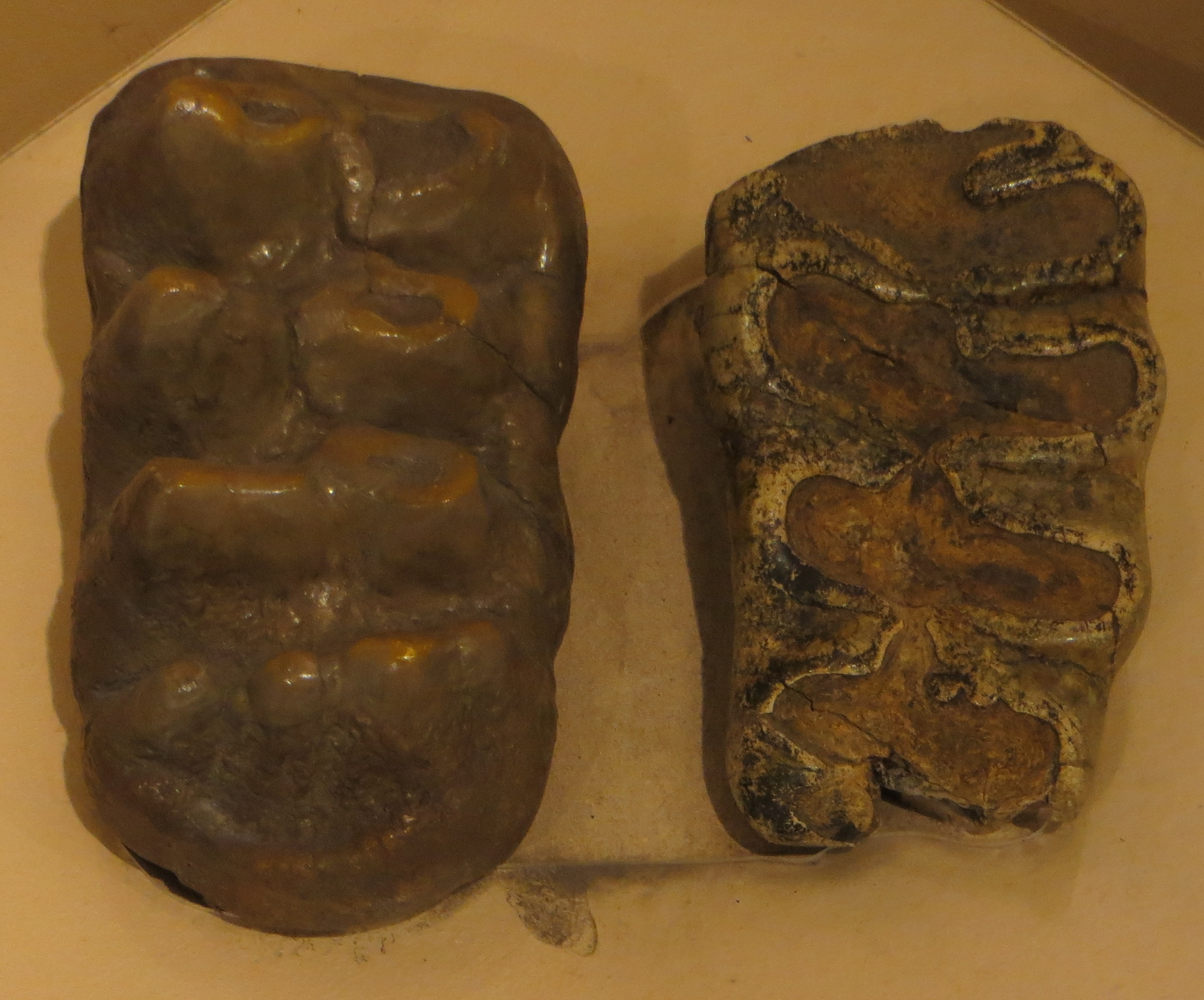
Моляры

- Череп Zygolophodon atticus
- Челюсть Zygolophodon turicensis
- Челюсть Zygolophodon neimonguensis
- Моляры Zygolophodon turicensis